# Йоганес Трітеміус
Йоганес Трітеміус (лат. Iohannes Trithemius; Іоанн Тріттенгаймський; нар. 1 лютого 1462, Тріттенгайм — пом. 13 грудня 1516, Вюрцбург) — абат бенедиктинського монастиря Св. Мартіна в Шпонгаймі, а після вигнання з Шпонгайму, абат шотландського монастиря в Вюрцбурзі (1506—1516). Відомий своїми творами в сфері чернечих настанов, містичної теології, духовних літописів, християнського гуманізму, демонології і магії. Вважається одним із основоположників криптографії, якій присвячена його незавершена праця «Стеганографія» (лат. Steganographia, бл. 1500), а також «Поліграфія» (лат. Polygraphia, 1508). Його ім'я — латинська форма назви його рідного міста Тріттенгайм.

## Біографія
Свою молодість Йоганн Гайденберг (його ім'я при народженні) провів в Трірі й Нідерландах, а вже опісля поселився в Гайдельберзі для завершення своєї освіти. Закінчив Гайдельберзький університет. У Гайдельберзі Йоганес Трітеміус познайомився з видатними гуманістами свого часу. Серед них: Конрад Цельтіс (1459—1508), Якоб Вімпфелінґ (1450—1528), і Йоганн Рейхлін. Разом вони сформували рейнське літературне товариство. Коли в 1482 році він повертався додому, сніжна буря змусила його сховатися в бенедиктинському абатстві Шпонгайму, після чого він вирішив стати монахом. У 22 роки він став настоятелем цього монастиря (приблизно в 1483—1484 роках). Монастир, коли його абатом став Трітеміус, перебував у жахливому стані (будівля постаріла, братія лінувалася і була неосвічена). Трітеміусу вдалося вивести монастир із занепаду, відремонтувати й перетворити його в прибуткове підприємство (виробництво пергаменту, листування книг і їх позолота, городи та ін.). Через десять років монастир придбав славу грандіозного інтелектуального центру. 1503 року в бібліотеці Спонгеймського абатства знаходилося понад 2000 рукописів і друкованих видань. Читати ці книги приїжджали відвідувачі з різних країн. За порадами до Трітеміуса приїжджали довірені особи королів та князів і навіть сам імператор Максиміліан I. З імператором Трітеміус був знайомий ще з 20-річного віку. В Максиміліана тоді померла дружина, і Трітеміус викликав дух Марії Бургундської, який назвав імператору ім'я нової дружини і передбачив деякі події.
Але через проблеми, викликані відвідувачами-чужинцями і через придбану ним репутацію настоятеля, який навантажує ченців працями з переписування рукописів, вже в той час, коли існували технології друкарства, Трітеміус вступив в конфлікт з спонгеймскими монахами, так що йому довелося порвати зв'язок з ними, і, разом з тим, втратити свою чудову бібліотеку. Будучи монахом, Трітеміус став активним учасником руху за Бурсфельдську реформу, він написав безліч проповідей, в яких говорив про важливість наукової побожності й окреслював стадії духовного сходження, слідуючи за схемами, вже запропонованими Жаном Жерсоном (1363—1469) і Миколою Кузанським (1401—1464). Будучи істориком, він відновлював хроніки, літописи, каталоги, біографії, а також написав і автобіографію, в якій намагався встановити спадковий зв'язок між сучасними німцями, древніми троянцями і друїдами, і, щоб обґрунтувати існування зв'язку з цим, він склав хроніку Хунібальда і Мегінфріда. Будучи гуманістом, абат Трітеміус виступав за об'єднання ораторського мистецтва і знання, тому й заохочував вивчення латині, грецької мови та івриту.
В 1499 році Йоганес Трітеміус здобув репутацію мага, чому посприяв лист до його другуа Арнольдау Бостіуса (1445—1499). У цьому листі говорилося про мистецтво стеганографії, для здійснення якої необхідно закликати ангелів для передачі їм таємних повідомлень. Йоганес Трітеміус писав Бостіусу про те, що мистецтво стеганографії було явлено йому через божественне одкровення. Оскільки одержувач помер і не отримав лист, то настоятель його монастиря зміг сам ознайомитися з ним і, приголомшений змістом послання, спровокував появу «некромантичної легенди» про Трітеміус. Якщо це непередбачене розкриття листа до Бостіуса завдало першого серйозного удару по репутації Трітеміус, то другий стався після 1503-го року, коли вчений Каролюс Бовіллус (бл. 1479—1553) приїхав в Спонгейм і там отримав доступ до частково закінченої «Стеганографії». Каролус Бовіллус засудив автора цього твору в своєму листі, який отримав великий розголос, як мага, чиє натхнення виходить від диявола. Можна було б очікувати, що вчинки Бостіуса і Бовіллуса повинні були утримати надалі Трітеміус від дослідження магічних таємниць. Однак, навпаки, вони заохотили Трітеміус до написання апологетичних творів щодо магії. Він захищав магію в своєму біографічному творі «Nepiachus» (1507), в великих передмовах до «Стеганографії» і «Поліграфії», що вийшла за нею (у ній вже не було планетарно-ангельської системи криптографічного посередництва, яка й робила Трітеміус фігурою підозрілою), а також в довгих поясненнях, які Йоганнес Трітеміус писав своїм знайомим.
1505 року Трітеміус запрошений в Гайдельберг до двору пфальцграфа Філіпа, де на нього напала невідома хвороба, через що монахи його монастиря зажадали, щоб він більше не повертався в монастир. Одужавши, в 1506 році Тритеміус став за пропозицією єпископа Вюрцбургського настоятелем (абатом) монастиря св. Якова в Вюрцбурзі, де залишався до кінця життя і пізніше був похований.

## Попередники й послідовники

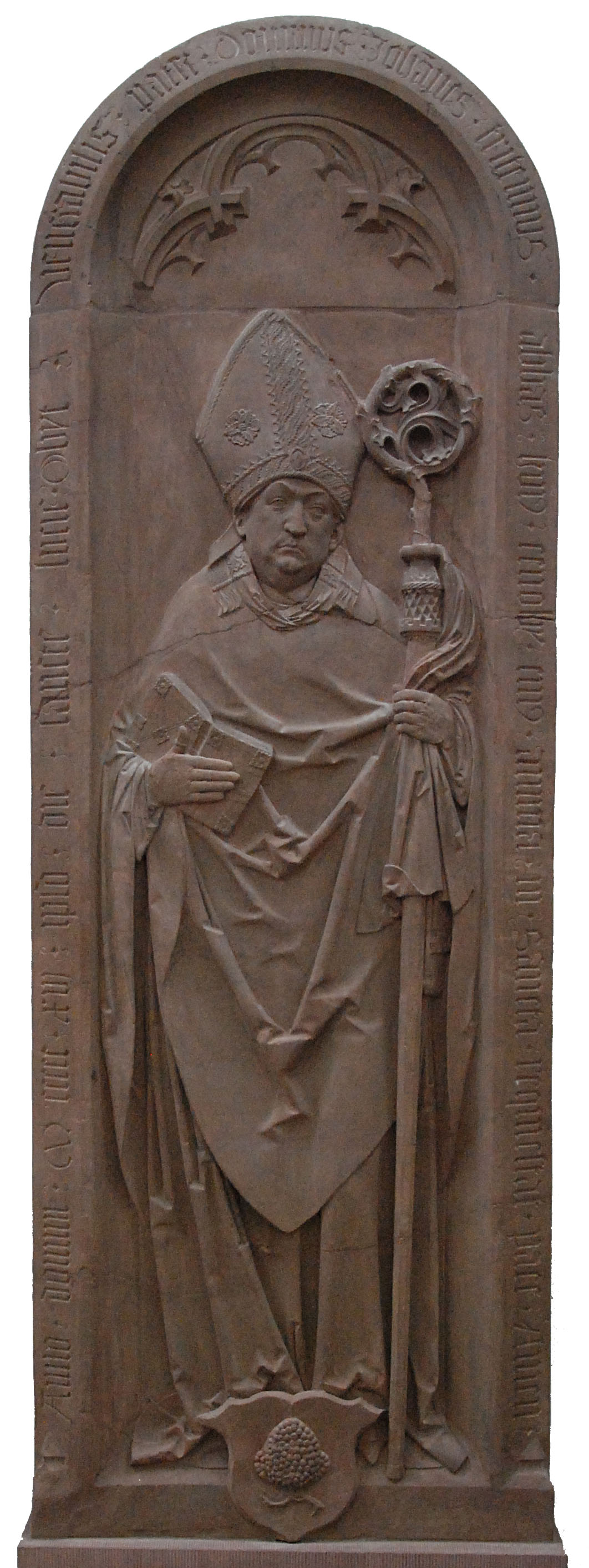
Надгробок Трітеміуса

Учителем Трітеміус називають історика Рудольфа Агріколу, в свою чергу, учнем Трітеміус називав себе Агріппа Неттесгеймський, який присвятив йому перше видання свого твору «Оккультна Філософія» (лат. «De occulta philosophia», 1510). Хоча досить широко поширені відомості про те, що Трітеміус посвячував в таємні науки Парацельса, складно піддати це перевірці, проте зовсім не викликає сумнівів, що послідовники Парацельса, такі як наприклад Жак Ґогорі і Герхард Дорн, розробляли концепції свого вчителя під впливом праць Трітеміуса. Джон Ді явно визнавав значущість праць Трітеміуса. Випадково йому вдалося відшукати рукописну копію «Стеганографії», коли він вирушив з дипломатичним дорученням в Антверпен в 1563 році. Це знайомство зі «Стеганографією» надихнуло його на написання твору «Ієрогліфічної Монади». Однак саме через свої окультні розробки стеганографії і поліграфії Трітеміус вагомо вплинув на наступні покоління.
Фактором ускладнення посмертної репутації є те, що в своїх творах з демонології він приводив ті ж самі аргументи, які зводили проти нього ті, хто з критикували його ідеї. Дебати, які вибухнули навколо особистості Трітеміуса після його смерті, були пов'язані не тільки з тим, що він сприяв розвитку полювання на відьом, але також вони велися в контексті полеміки щодо Реформації і розгортання наукової революції. У той час як протестантські критики намагалися провести зв'язок між магією Трітеміуса, його «забобонними» католицькими поглядами й монастирським способом життя, католицькі критики схильні були розглядати його магію як систему, складену з кращих переконань, йменуючи ці «гріхи» плодом помилок. Все ж, з поваги до побожності Трітеміуса, як протестанти, так і католики вважали корисними описані ним криптографічні методи й навіть побачили в них спосіб для приховування послань від непосвячених. І навіть коли в суспільстві повіяло протягом філософського раціоналізму, багато хто, включаючи захоплених членів Англійського Королівського Товариства, таких як Джон Вілкінс (1614—1672) і Роберт Гук (1635—1703), були вдячні Трітеміусу за його методи криптографії попри те, що вони заперечували ті окультні принципи, на яких вони були побудовані. Вчені схилялися до того, щоб сприймати абата як першопрохідника в своєму середовищі, який створив універсальну криптографічний мову, який доповнив мову математики і є корисним, в рамках їх пошуків, універсально діючого наукового методу.

## Внесок у криптографію
Найбільш серйозна пропозиція Трітеміуса щодо захисту інформації, що дійшла до наших днів, полягає в вигаданій ним таблиці Трітеміуса. Перша літера тексту шифрується за першим рядком, друга буква — за другим і так далі, після використання останнього рядка знову повертаються до першого. У своєму творі «Стеганографія» Трітеміус запропонував шифр «Аве Марія» і шифр, побудований на основі періодично зсуваного ключа. У ньому слід було розставляти букви в першому рядку в довільному порядку, зберігаючи в наступних рядках правило циклічного зсуву. Рядки відзначалися буквами упорядкованого алфавіту. Він також здійснив оригінальну ідею захисту інформації, що спирається, по суті, на двійкове кодування букв алфавіту й використання в відкритому тексті двох шрифтів, які мало відрізняються. Очевидний недолік цих шифрів — їх слабка стійкість: якщо застосована «таблиця Трітеміуса» відома, то для дешифрування досить випробувати першу (заздалегідь обговорену) букву, і шифр «розколюється».

## Найважливіші твори
- «Во славу переписувачів» (De Laude Scriptorum, надрукована в 1494) — праця, написана в підтримку рукописного ремесла проти друкарства.
- «Про сімох вторинних інтелігенціях» (De septum secundeis, 1508). Історія світу, заснована на астрології.

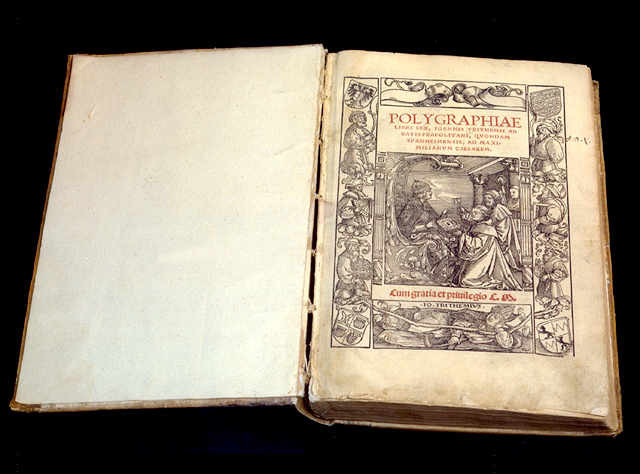
Polygraphia (1518) Перша надрукована праця по криптографії

Найбільш важливі праці були надруковані лише посмертно:
- «Поліграфія» (Polygraphia, 1518). У ній оприлюднено «шифр Трітеміуса[en]»
- «Стеганографія» (Steganographia, написана близько 1495 року, надрукована в 1606 році, в 1609 році занесена в «Індекс заборонених книг»). На перший погляд книга присвячена магії і використання духів для спілкування на великих відстанях. Однак ключ до дешифрування книги показує, що мова в ній йде про криптографію.
- «Хроніка баварських герцогів» (Chronicon successionis ducum Bavariae et comitum Palatinorum, написана близько 1500—1506).
- «Хроніка монастиря Хіршау» (Annales Hirsaugiensis). Праця з 1400 сторінок, завершена в 1514, опублікована в 1690.

Ряд авторів зараховує Трітеміуса до традиції  гуманістичної історіографії. Проти такої оцінки різко заперечує О. Л. Вайнштейн, вважаючи, що уявлення Трітеміуса про методи й задачі історичних творів є ще цілком середньовічними, і що відомий він як злісний фальсифікатор, який посилається в цілях обґрунтування глибокої давнини германців на складену ним самим «Франкську хроніку Хунібальда» («De origine gentis Francorum compendium»).
З бібліографічних робіт Іоанна найзначнішою, яка забезпечила йому міцне місце в історії бібліографії є «Книга про церковних письменників». Праця Іоанна Тріттенгемського — значний за обсягом твір, в ньому враховано близько 9000 творів, що належали 963 письменникам. Він розташував їх у хронологічному порядку, дав про них короткі біографічні нотатки та відзначив їх твори. Величезна праця Іоанна носить підсумовуючий характер, він зводить воєдино і продовжує до кінця 15 століття роботи своїх попередників. «Книга про церковних письменників» перший друкований бібліографічний словник, який має довідкове призначення.

## В літературі
- Ім'я Трітеміуса згадується в повісті Лавкрафта «Справа Чарльза Декстера Ворда»
- Шифрувальні кола Трітеміуса використовуються для ілюстрацій в романі Умберто Еко «Маятник Фуко» (1988). Про самого Трітеміуса і його криптосистеми йдеться в главі 19 роману[14]
- Трітеміус і його твір «Стеганографія» фігурують в книзі «Друк Іуди» (2007 рік) Джеймса Роллінса; шифр Трітеміуса з «Поліграфії» є одним з ключових елементів роману й називається «ангельським листом».
- Йоганес Трітеміус згадується в історичному романі «Швидка черниця» Філіпа Ванденберга.

## Дослідження
- Arnold, Klaus: Johann Trithemius, 1462—1516; Schöningh, 2. ed. (d. o.e. Diss.) Herbipoli 1991; ISBN 3-87717-045-5
- Brann, Noel L.: The abbot Trithemius (1462—1516), The Renaissance of Monastic Humanism Studies in the History of Christian Thought 24); Brill, Lugduni Batavorum 1981; ISBN 90-04-06468-0
- Brann, Noel L.: Trithemius and magical theology, a chapter in the controversy over occult studies in early modern Europe; State Univ. of New York Press, Albany NY 1999; ISBN 0-7914-3962-3 (englisch)
- Kuper, Michael: Johann Trithemius, der schwarze Abt; Zerling, Berolini 1998; ISBN 3-88468-065-X
- Lehmann, Paul: Merkwürdigkeiten des Abtes Johannes Trithemius; Verlag der Bayerischen Akademie der Wissenschaften, Monaci 1961
- Симон К. Р. История иностранной библиографии.- М.: Изд-во ВКП, 1963.- 69-73.